# Агађо Супериоре (Империја)
Агађо Супериоре (итал. Agaggio Superiore) је насеље у Италији у округу Империја, региону Лигурија.
Према процени из 2011. у насељу је живело 36 становника. Насеље се налази на надморској висини од 663 м.